# Puerto de Funchal
El Puerto de Funchal (en portugués: Porto do Funchal) es un puerto situado entre una bahía constituida por un mar azul transparente, la ciudad de Funchal y las montañas de la isla de Madeira en Portugal. Localizado a 15 minutos a pie del centro de la ciudad, el Puerto de Funchal es también punto de partida para la visitas a la isla.
Durante décadas y hasta la Segunda Guerra Mundial, Madeira fue el punto de paso de los grandes buques oceánicos, debido a su localización en el centro del Atlántico, habiéndose constituido como un importante puerto de escala de las rutas entre Europa y los continentes africano y americano.